# Bürgermeister-Smidt-Gedächtniskirche

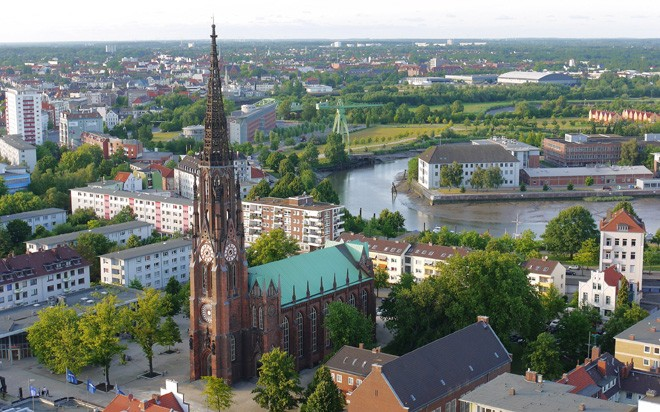
Bürgermeister-Smidt-Gedächtniskirche

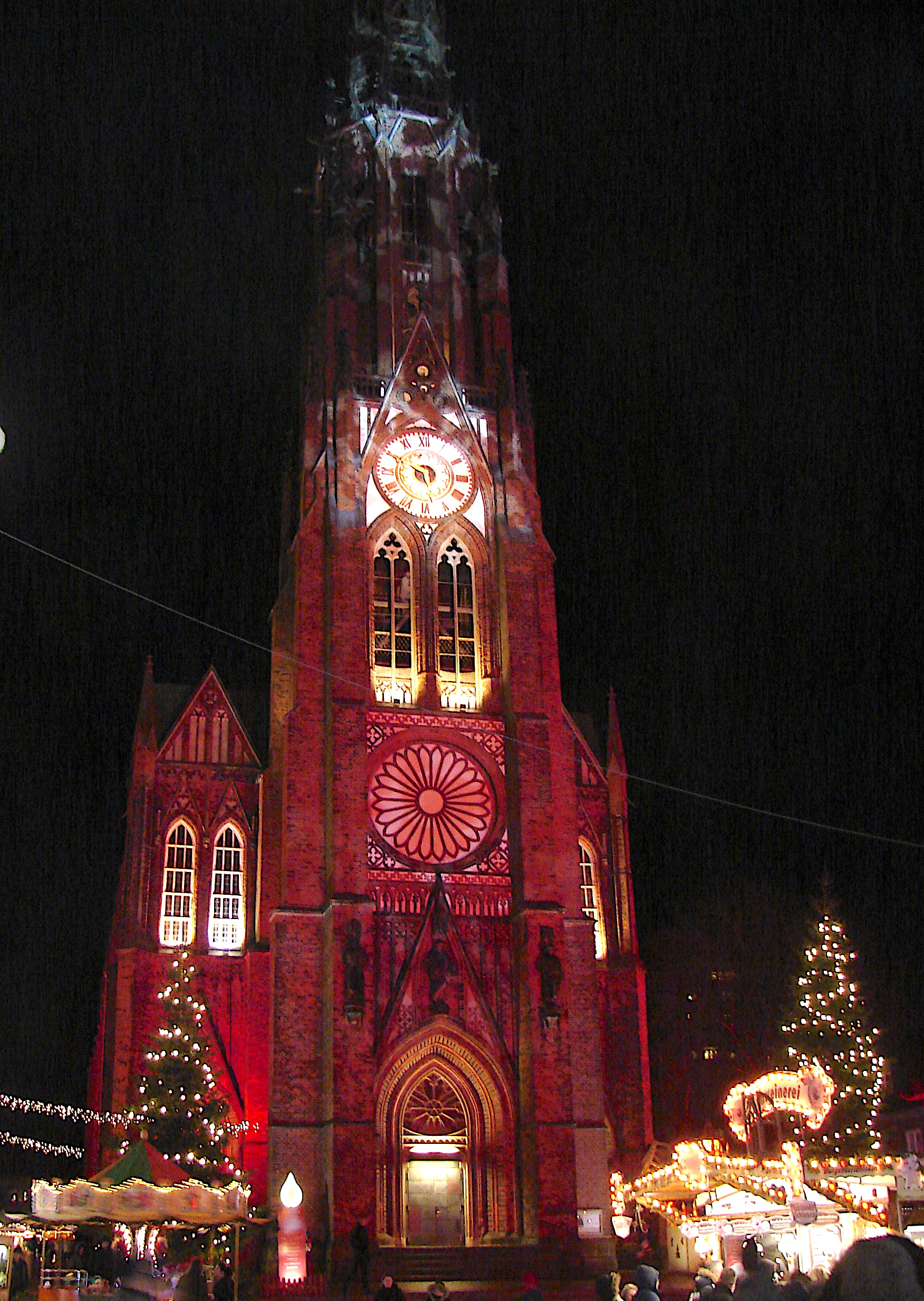
Bürgermeister-Smidt-Gedächtniskirche, auch Große Kirche (2017)

Die Bürgermeister-Smidt-Gedächtniskirche in Bremerhaven gehört zu einer aus Lutheranern und Reformierten bestehenden Gemeinde der Unierten Kirchen. Von Anfang an zur Bremischen Evangelischen Kirche gehörig, ist sie bis heute die einzige Kirchengemeinde dieser Landeskirche in Bremerhaven. Der korrekte Name der „Großen Kirche“ ist Vereinigte Protestantische Gemeinde zur Bürgermeister-Smidt-Gedächtniskirche. Seit 1927 ist Bremerhavens Hauptkirche wie die Haupteinkaufsstraße (kurz „Die Bürger“) nach Bürgermeister Johann Smidt benannt.
Das Bauwerk wurde 1978 unter Bremer Denkmalschutz gestellt.

## Geschichte

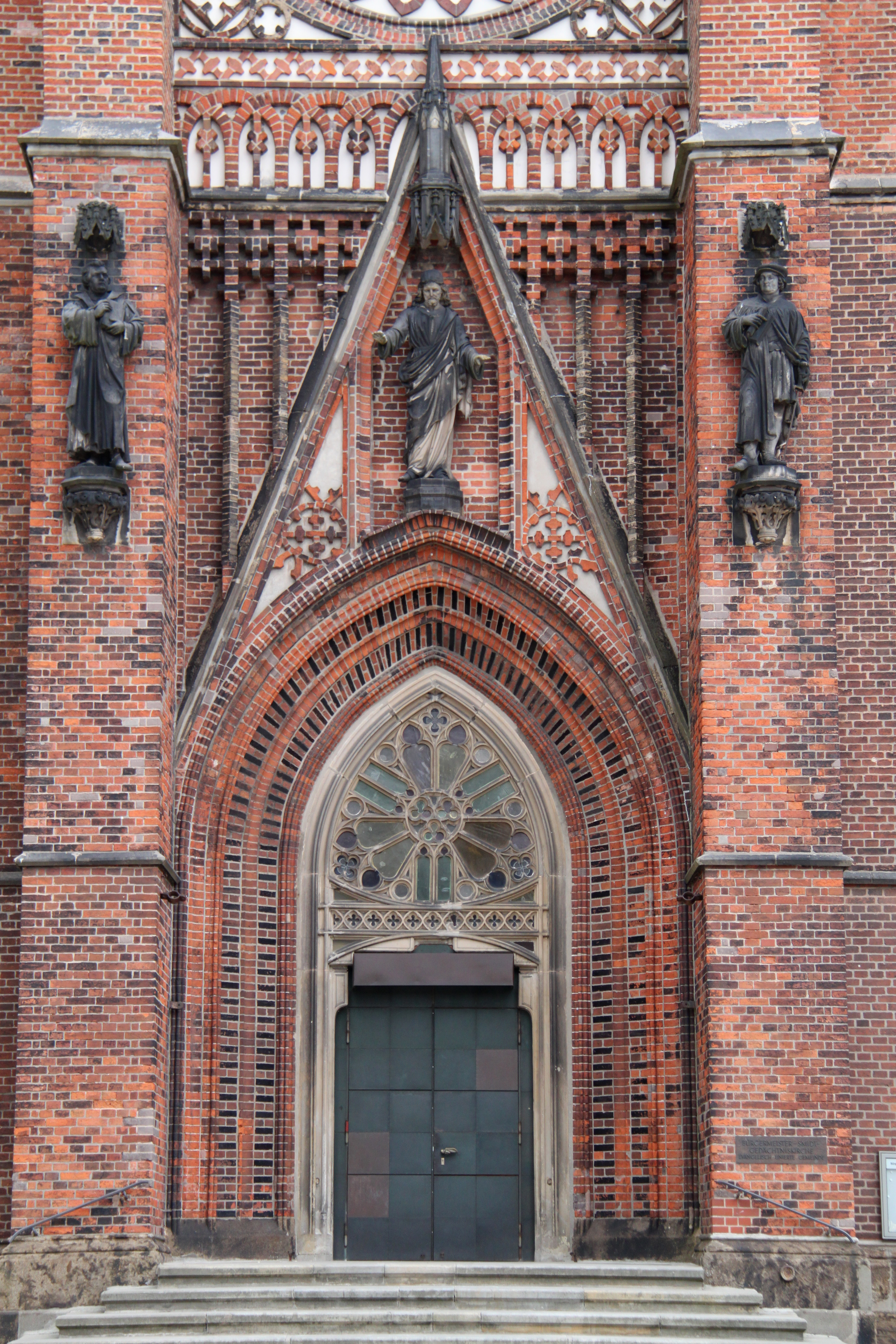
Eingang mit Sandsteinfiguren von Jesus, Luther (links) und Zwingli (rechts)

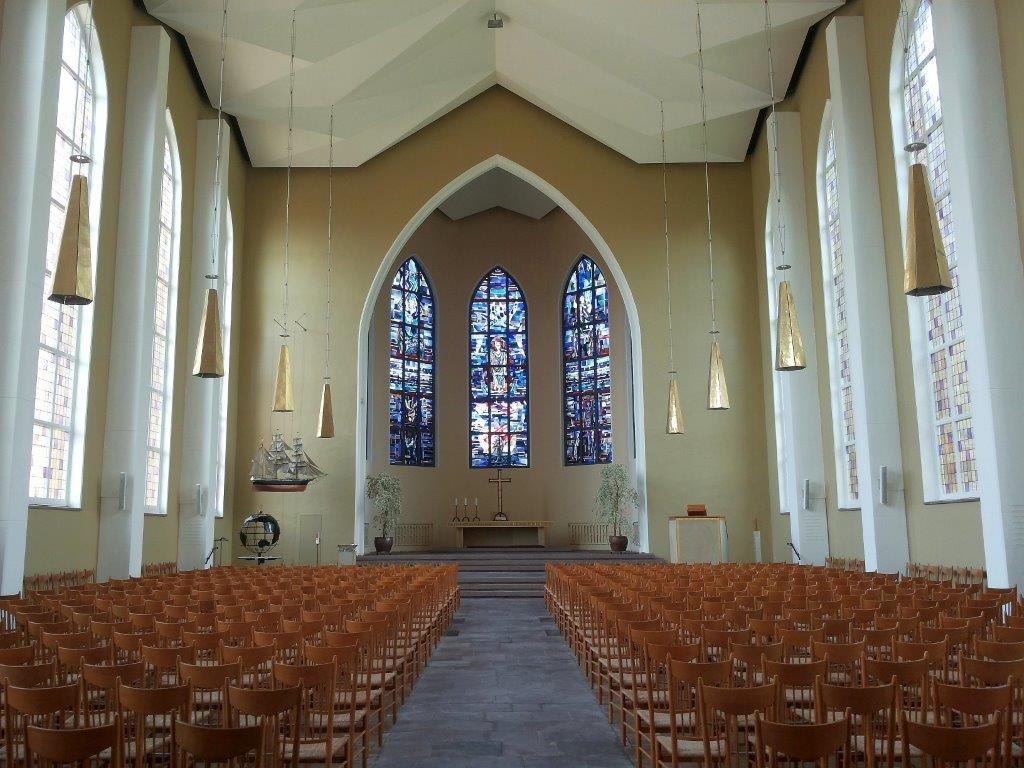
Kirchenschiff

Im Stadtplan Bremerhavens von 1827 war keine Kirche vorgesehen. 1842 beschloss man den Bau eines Gotteshauses. Unmittelbar nach der Grundsteinlegung 1846 scheiterte das Projekt jedoch, da die unzureichenden Fundamente im weichen Marschenboden einsackten. Sieben Jahre später wurde unter der Leitung des Bremer Architekten Simon Loschen ein zweiter Versuch gestartet. Hierzu trieb man 522 Holzpfähle in die Erde. Anschließend wurde mit dem Bau der dreischiffigen Kirche, der Apsis und des Turmes begonnen.
Das neugotische dreischiffige Bauwerk wurde mit farbig glasierten Klinkern dekoriert und erhielt an den Seitenfronten gotische Spitzbögen. Durch Strebepfeiler wurde die Kirche in sieben Joche gegliedert. Im Gegensatz zum Dachreiter wurden die Fialtürmchen wieder aufgebaut. Sie stehen auf einem 5 cm im Durchmesser großen Eisenrundstab auf der Traufenmauer. Einige dieser Rundmetalle hatten unter der Witterung gelitten und mussten um 2010 ausgetauscht werden. Dabei wurden auch einige Sandsteinteile ersetzt.
Die Wände schmückt unter der Dachtraufe ein Backsteinfries. Am westlichen Portal wurden Sandsteinfiguren von Jesus von Nazaret sowie beidseitig von Martin Luther und Ulrich Zwingli eingearbeitet. Über dem Eingang befindet sich eine kleine Fensterrose, die große Fensterrose wurde nach der Zerstörung nicht wieder eingesetzt. Das glatte Satteldach ist mit Kupferplatten eingedeckt. Die Nebeneingänge zu den Treppenhäusern sind mit hohen Wimpergen dekoriert. Ein Fünfachtel-Apsis in der breite des früheren Mittelschiffs schließt den Osten ab. Der 80 Meter hohe Turm mit Unterbau, durchbrochenem Oktogon und der achteckigen Pyramide als Turmspitze erhielt eine filigrane Gestaltung. Das offene Glockengeschoss befindet sich unter der großen Uhr.
Bürgermeister und Pastor Johann Smidt weihten die Große Kirche 1855 ein, obwohl der Glockenturm, westlich an der Kirche angeschlossen, noch nicht fertiggestellt war. An ihm wurde noch bis 1870 gearbeitet. Erst dann erhielt er einen Spitzhelm. Zuvor mussten jedoch 1869 aus statischen Gründen die Türmchen am Turm und auf der Chorapsis abgetragen werden. 1883 spendete Bremen drei Bronzeglocken. 1888 wurde vor der Kirche ein Springbrunnen aufgestellt.

### Zerstörung
Im Zweiten Weltkrieg wurde die Kirche beim schwersten der Luftangriffe auf Wesermünde am 18. September 1944 schwer beschädigt – Pfeiler und Gebälk stürzten ein, das Inventar verbrannte. Nur der Turm und die Sandsteinfiguren blieben erhalten. Die Gemeinde hielt ihre Gottesdienste in der Dionysiuskirche (Bremerhaven-Lehe) ab. Am 19. Oktober 1944 beschloss der Gemeindevorstand, den unbeschädigten Vorraum unter dem Turm herzurichten. Am 2. Advent, dem 9. Dezember 1945 konnte der Einweihungsgottesdienst abgehalten werden. Der Predigt von Pastor Schmidt lag Psalm 37, 35–37 zugrunde. Er stellte die Gottlosigkeit des Nationalsozialismus heraus und sagte:

„Auf einer der Goldplatten der alten deutschen Kaiserkrone ist der König Christus abgebildet mit der Inschrift PER ME REGES REGNANT ("Durch mich regieren die Könige"). Das Abendland ist durch den Christusglauben groß geworden und wird ohne den Christusglauben untergehen. ... Gewiss müssen Wohnungen gebaut werden, aber ebenso wichtig sind Stätten gottesdienstlicher Anbetung, Stätten der Beseelung, Stätten, an denen die Seele sich dem Ewigen zuwendet. Die Gottesfrage ist die Schicksalsfrage unserer Zeit, sowenig bloße Materialisten und Naturalisten das einsehen werden.“

Die Kanzel der Turmkapelle war der Gemeinde von der reformierten Gemeinde in Lehe geschenkt worden. Sie stammte aus Elberfeld und hatte der reformierten Gemeinde in Geestemünde gedient. Das Harmonium wurde am 5. August 1951 durch eine Kleinorgel aus St. Remberti (Bremen) ersetzt. Die Beleuchtungskrone für den Altarraum war ein Geschenk des Architekten Jäger. Der letzte Gottesdienst in der Kapelle wurde am 15. Februar 1953 gehalten. Danach stand das neue Gemeindehaus zur Verfügung.

### Wiederaufbau

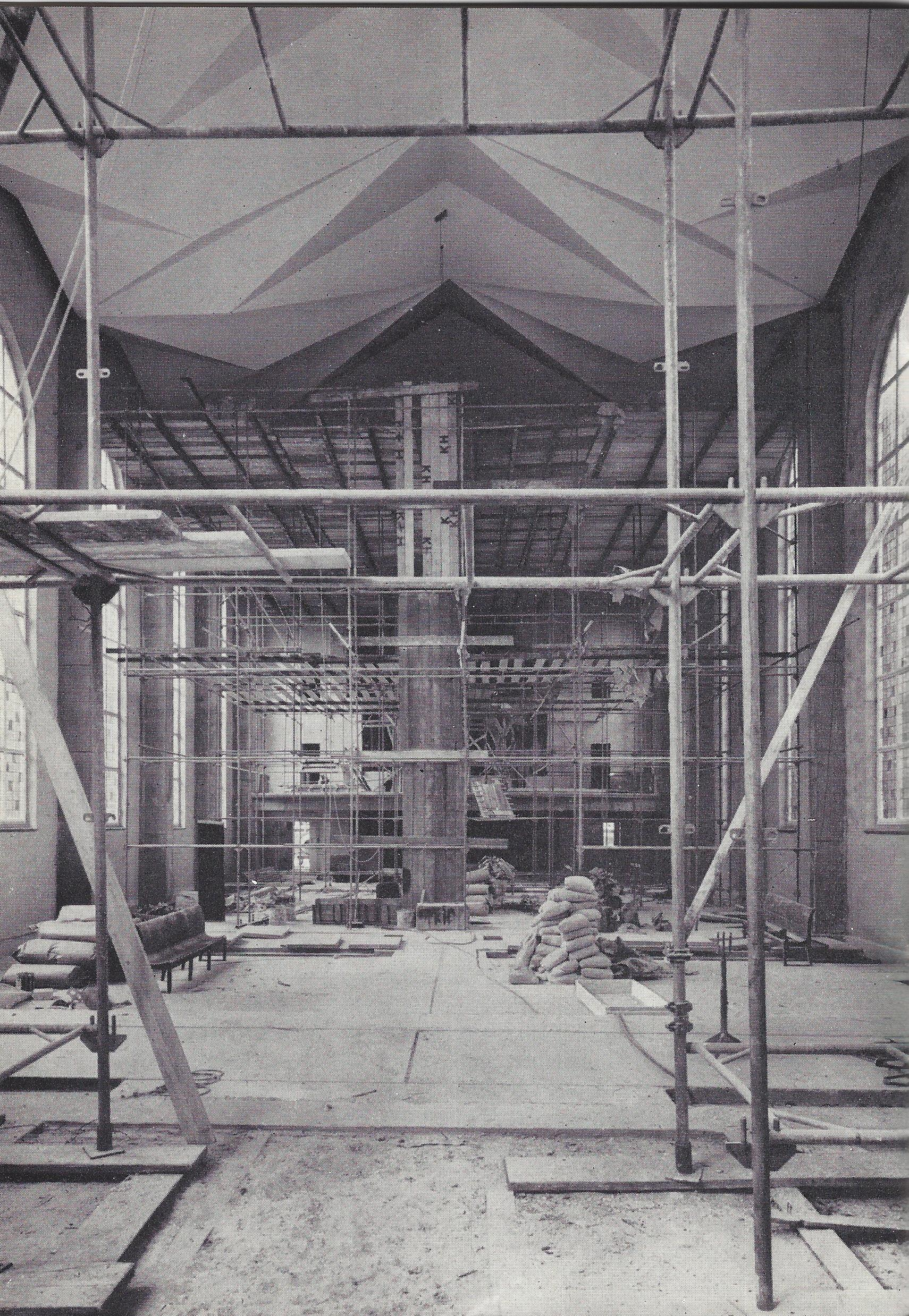
Einbau der Faltdecke

Am 22. Februar 1953 wurde das Pastoren- und Gemeindehaus zur Bürgermeister-Smidt-Gedächtniskirche eingeweiht. Wie geplant wurde der Wiederaufbau der Kirche erst danach in Angriff genommen. Den Grundstock der Restaurierungskosten hatte 1949 die pensionierte Wohlfahrtspflegerin Alma Reil gelegt. Englische Reeder hatten 7.500 Deutsche Mark gespendet. Zur Finanzierung wurden (wie beim Stadttheater Bremerhaven) „Bausteine“ im Wert von 10, 25, 50 und 100 DM ausgegeben. Das Spendenaufkommen war enorm. In den ersten vier Monaten kamen 84.804 Mark zusammen.
Der Wiederaufbau dauerte von 1958 bis 1960 und wurde durch den Architekten Karl Franzius und den Ingenieur Otto Schildt begleitet. Die Sanierung des 80 m hohen Turms war besonders schwierig. Da dem Kirchenschiff das Dach als stabilisierende Klammer der Außenmauern abhandengekommen war, hatte der Turm sich in den 14 Jahren um 25 cm nach Nordosten geneigt. Neuen Halt bekam er durch eine Stahlbetonwand. Die Wände des Kirchenschiffs wurden von innen durch unterirdisch verbundene Stahlbetonrahmen wie Spanten verstärkt. In Höhe der Dachtraufe wurde ein Ringanker eingebaut, ebenfalls aus Stahlbeton, daran die Faltdecke aus Streckmetall und Gips angehängt – eine schwerelos erscheinende Anlehnung an die früheren neugotischen Kreuzgewölbe.
Statt der dreischiffigen Kirche entstand eine lichte, einschiffige Kirche. Hans Gottfried von Stockhausen hatte die Kirchenfenster im Altarraum entworfen. Das große Kreuz auf dem Altar hatte der Kunstschmied von der Dovenmühle geschaffen. Altartisch, Kanzel und Fuß des versilberten Taufbeckens waren aus Obernkirchener Sandstein, demselben Material, aus dem 90 Jahre vorher die filigrane Kirchturmspitze gefertigt worden war. Aus Kostengründen hatte man auf die Sandsteinmaßwerke der Fenster verzichten müssen. Sie hätten das Zehnfache der weißen Holzrahmen gekostet, für die man sich entschied. Am Altartisch ist in vergoldeten Lettern das Wort von Paulus von Tarsus eingemeißelt: UBI SPIRITUS DOMINI IBI LIBERTAS ("Wo der Geist des Herrn wirkt, da ist Freiheit.").
Bau und Wiederaufbau der Bürgermeister-Smidt-Gedächtniskirche erinnern an die Mariahilfkirche (München). Eine Faltdecke erhielt auch St. Dionysius (Borbeck).

### Seefahrer-Kirche

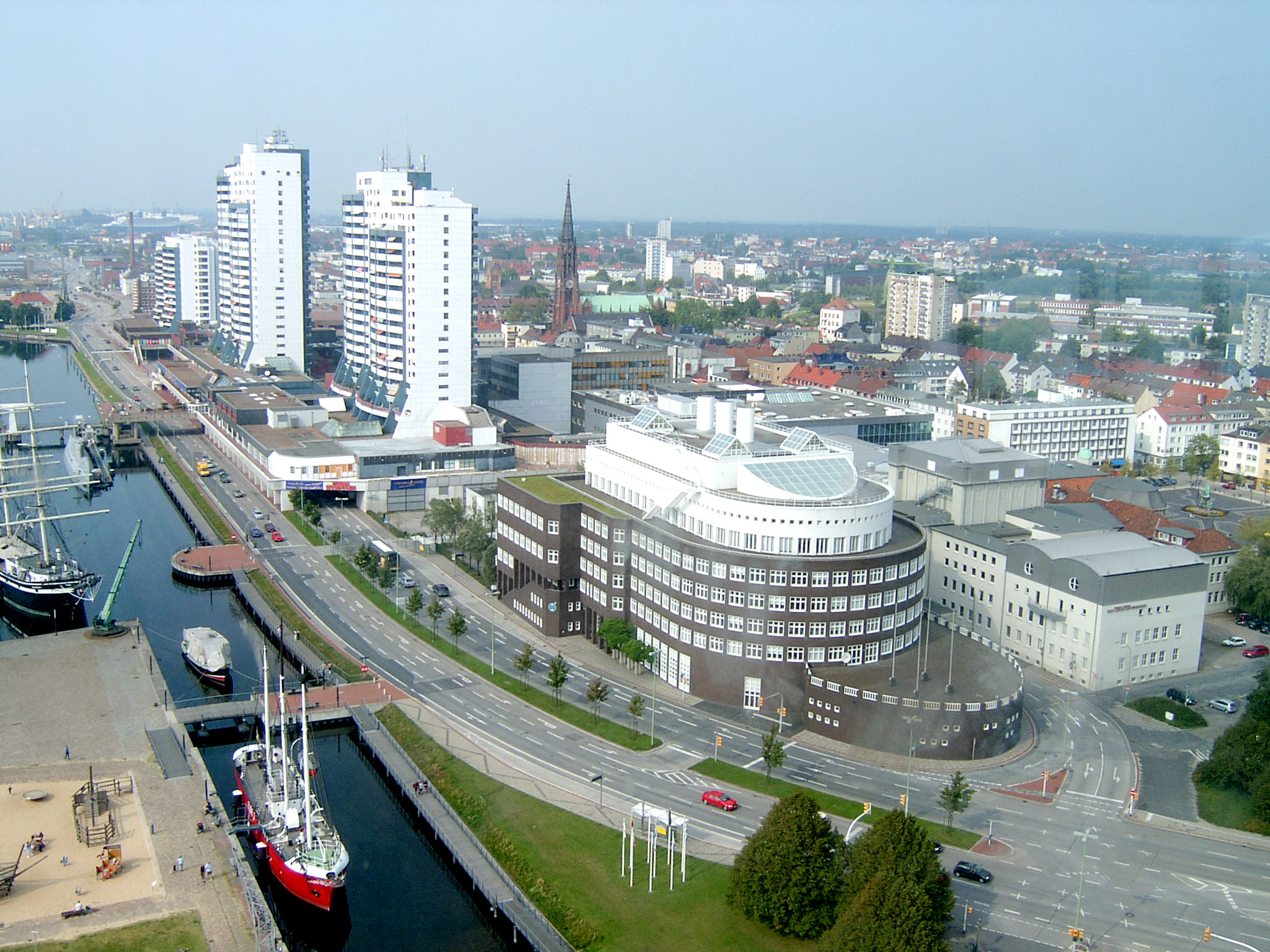
Versteckte Hauptkirche

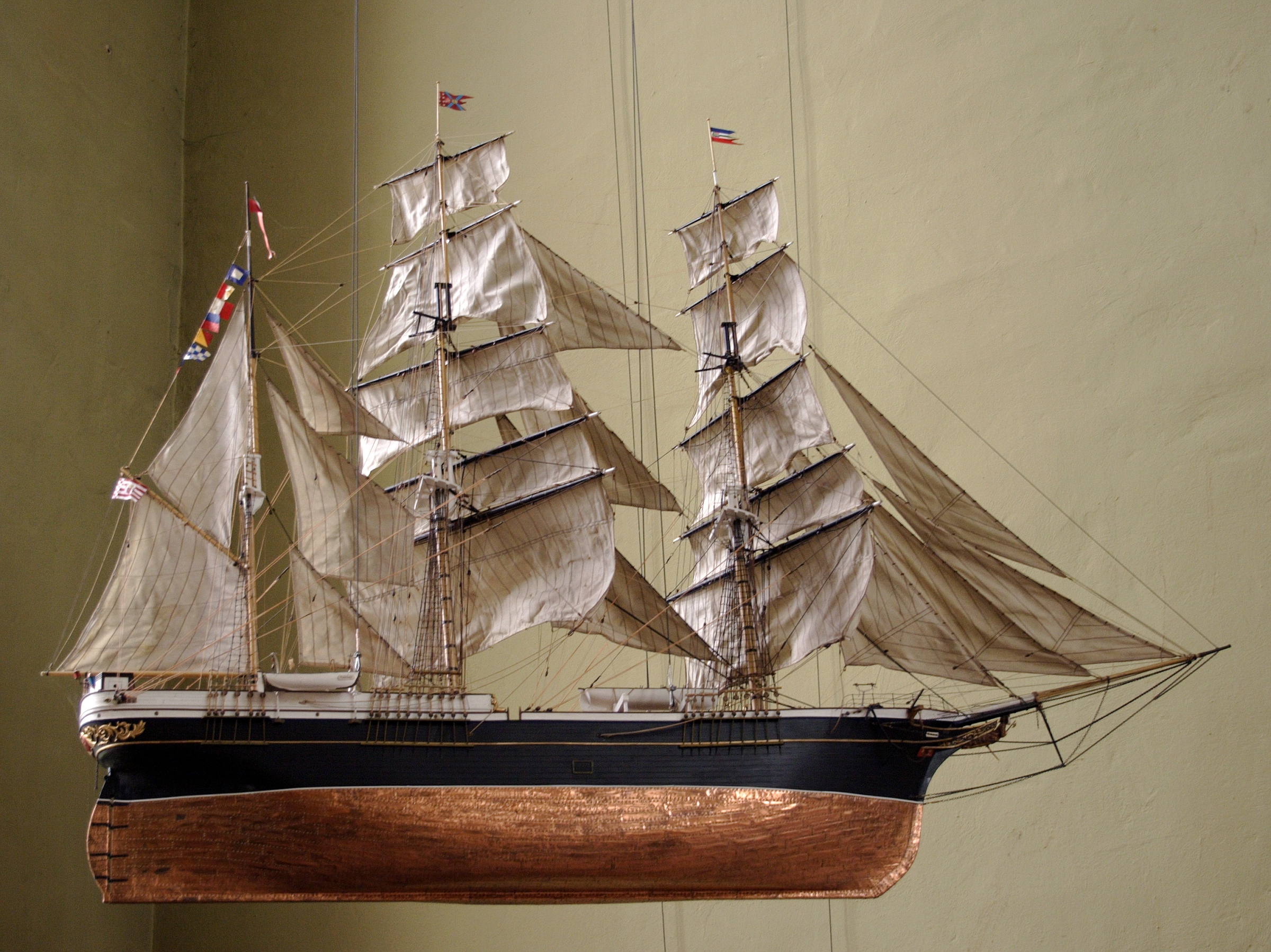
Modell der Bark Theone in der Bürgermeister-Smidt-Gedächtniskirche

Die Kirche war das Wahrzeichen der Stadt. Hatten sich schon 21 Kapitäne für den Bau der Kirche eingesetzt, überragte der 80 Meter hohe Turm den Deich sowie früher auch alle Gebäude an der Wesermündung. Er diente als Landmarke für alle seegehenden und heimkehrenden Schiffe. Diese große emotionale Bedeutung für die Bremerhavener und die Seefahrer verlor der Kirchturm durch die in der Sichtachse zwischen Hafen und Kirche errichteten Hochhäuser des Columbus-Centers.
Die Verbundenheit der Kirchengemeinde mit der Seefahrt wird auch deutlich durch das Modell der Bark Theone, das links des Altarraumes hängt. Die Theone wurde 1863/64 unter der Baunummer 27 auf der Werft Joh. C. Tecklenborg in Geestemünde gebaut. Der Schiffsname stammt aus dem Griechischen und kann mit "Die mit dem Winde Fliegende" übersetzt werden. Das Schiff bot 260 Auswandernden Platz. Unter normalen Wetterbedingungen dauerte die Überfahrt nach Amerika 80 bis 90 Tage, unter günstigen nur 42 Tage.

## Kirchengeschichte

Um 1900: „Die unierte Kirche“ mit umzäunten Vorplatz und Brunnen;
Photochrom Zürich (P.Z.), Nummer 6786

Durch den Staatsvertrag zwischen Bremen und dem Königreich Hannover von 1827 zum Kauf des Geländes für den Bau der Häfen wurde auch bestimmt, dass die zukünftigen Einwohner von Bremerhaven kirchlich von der Kirchgemeinde in Lehe betreut werden. Die Wege waren weit und die Dionysiuskirche Lehe wurde bei der rapiden Zunahme der Bevölkerung bald zu eng.
1840 unterschrieben 137 Bürger eine Petition an den Senat der Freien Hansestadt Bremen. Sie ersuchten „um Erlangung einer eigenen Kirche und der damit verbundenen Einrichtungen“. 1842 folgten 21 Kapitäne mit einer Petition, bei der sie die für ihre Seemänner einsetzten. 1842 erhielt die politische Gemeinde das Gelände für einen Kirchbau. Bremens Bürgermeister Smidt, als Theologe Verfechter einer Kirchenunion, schlug 1842 vor, eine evangelisch-unierte Gemeinde zu gründen. Der Bremer Senat ernannte danach einen provisorischen Kirchenvorstand aus Lutheranern und Reformierten. 1849 fand der erste Gottesdienst in einem Saal statt und ab 1850 folgten Gottesdienste im Auswandererhaus Bremerhaven. 1854 fassten 76 Bürger eine weitere Petition und forderten die „Aufrechterhaltung der lutherischen Kirche daselbst“.
Bürgermeister Smidt weihte die Große Kirche am 22. April 1855 ein. 1855 protestierten Lutheraner und Reformierte gegen die Wahl des freisinnigen Pastors Wolf aus Kiel. 1856 trat Wolf seine Stelle an.

## Orgeln

Beckerath-Orgel

Die erste Orgel der Kirche wurde von Philipp Furtwängler & Söhne aus Elze erbaut und im August 1856 fertiggestellt. Das zweimanualige Instrument hatte 32 klingende Register und besaß als einzige seiner gebauten Orgeln im Pedal einen Untersatz 32′. Dieses wertvolle Instrument wurde bei der Bombardierung der Kirche am 18. September 1944 vollständig zerstört.
Nach dem Wiederaufbau der Kirche wurde die Firma Walcker (Ludwigsburg) mit dem Bau einer neuen Orgel beauftragt, welche am 1. November 1964 eingeweiht wurde. Dieses dreimanualige Instrument mit 40 Registern wies von Beginn an gravierende bauliche und klangliche Mängel auf: Störanfälligkeit der Register- und Spieltraktur, Schärfe und Unausgewogenheit des Klangbildes durch einen unverhältnismäßig hohen Anteil an teils entlegenen Aliquot- und experimentellen Mischregistern und eine extreme Schwergängigkeit der Traktur. So wurde bereits 1980 ein kompletter Neubau angestrebt.
Am 5. Oktober 1986 wurde schließlich die heutige Orgel der Firma Beckerath (Hamburg) eingeweiht. Das symphonische Instrument ist im Stil der französischen Romantik disponiert und wurde 1999 von dem Hamburger Orgelbaumeister Hans-Ulrich Erbslöh noch um eine Spanische Trompete im Hauptwerk erweitert, mit einer größeren Setzeranlage ausgestattet und neu intoniert. Auf Initiative des derzeitigen Kantors, David Schollmeyer, erfolgte im Januar 2016 durch ihn neben dem Einbau einer neuen elektrischen Koppelanlage mit 3 Sub-Koppeln auch die Erweiterung der Disposition um einen Untersatz 32′ im Pedal (gebaut von der Orgelbaufirma Simon aus Borgentreich) und einen Zimbelstern. Damit besitzt die Orgel jetzt 47 klingende Register mit über 3.500 Pfeifen und ist das größte Instrument der Stadt Bremerhaven.
| I Rückpositiv C–a3 |                   |       |
| 01.                | Prinzipal         | 8′    |
| 02.                | Holzgedackt       | 8′    |
| 03.                | Quintadena        | 8′    |
| 04.                | Prinzipal         | 4′    |
| 05.                | Holzflöte         | 4′    |
| 06.                | Gemshorn          | 2′    |
| 07.                | Sesquialtera II 0 | 2 ⁄3′ |
| 08.                | Quinte            | 1 ⁄3′ |
| 09.                | Scharff IV        | 1′    |
| 10.                | Cromorne 0        | 8′    |
|                    | Tremulant         |       |

| II Hauptwerk C–a3 |                    |        |
| 11.               | Bordun             | 16′    |
| 12.               | Prinzipal          | 08′    |
| 13.               | Rohrflöte 0        | 08′    |
| 14.               | Doppelflöte        | 08′    |
| 15.               | Oktave             | 04′    |
| 16.               | Spitzflöte         | 04′    |
| 17.               | Quinte             | 02 ⁄3′ |
| 18.               | Oktave             | 02′    |
| 19.               | Cornett V          | 08′    |
| 20.               | Mixtur VI          | 01 ⁄3′ |
| 21.               | Trompete           | 08′    |
| 22.               | Spanische Trompete | 08′    |

| III Schwellwerk C–a3 |                      |         |
| 23.                  | Rohrgedackt          | 16′     |
| 24.                  | Violprinzipal        | 08′     |
| 25.                  | Gedackt              | 08′     |
| 26.                  | Gamba                | 08′     |
| 27.                  | Voix céleste         | 08′     |
| 28.                  | Prinzipal            | 04′     |
| 29.                  | Traversflöte         | 04′     |
| 30.                  | Nasat                | 02 ⁄3′  |
| 31.                  | Schwegel             | 02′     |
| 32.                  | Terz                 | 01 3⁄5′ |
| 33.                  | Plein-jeu V 0        | 02′     |
| 34.                  | Basson               | 16′     |
| 35.                  | Trompette harmonique | 08′     |
| 36.                  | Hautbois             | 08′     |
| 37.                  | Voix humaine         | 08′     |
| 38.                  | Clairon              | 04′     |
|                      | Tremulant            |         |

| Pedal C–g1 |                |        |
| 39.        | Untersatz      | 32′    |
| 40.        | Prinzipal      | 16′    |
| 41.        | Subbass        | 16′    |
| 42.        | Oktave         | 08′    |
| 43.        | Gedackt        | 08′    |
| 44.        | Oktave         | 04′    |
| 45.        | Hintersatz V 0 | 02 ⁄3′ |
| 46.        | Posaune        | 16′    |
| 47.        | Trompete       | 08′    |

- Koppeln:
  - Normalkoppeln: I/II, III/I, III/II, I/P, II/P, III/P
  - Suboktavkoppeln: III/I, III/II, III/III
- Effektregister: Zimbelstern (6 Glocken)

## Kirchenglocken
1855 erhielt die Kirche ein Stahlgeläut, welches klanglich nicht zufriedenstellend war. Es wurde 1870 durch neue Stahlglocken ersetzt, aber der Klang des Stahlgeläutes war ebenfalls nicht besser. 1883 spendete die Freie Hansestadt Bremen drei Bronzeglocken, die von der Glockengießerei Otto aus Hemelingen bei Bremen gegossen wurden. Die Bronzeglocken hatten folgende Schlagtonreihe: h – dis – fis. Die Bronzeglocken trugen folgende von dem Dichter Arthur Fitgers verfassten Inschriften.
Christus-Glocke

Christus-Glocke heiß ich,

Zwei edle Häfen weiß ich –

Einen, Ihr Fischer, hernieden für Euch,

Einen für alle im Himmelreich.

Luther-Glocke

Luther bin ich genannt.

Ich ruf über Meer und Land.

Ein gute Wehr in Sturm und Not,

ein feste Burg ist unser Gott.

Smidt-Glocke

Ich heiße Smidt nach dem, der diese Stadt erbaut.

O Bürger, denkt, es spräch‘ sein Geist aus meinem Laut.
1942 musste die Kirche zwei Glocken für die Metallspende des deutschen Volkes abgeben.
1969 lieferte die Gießerei Otto vier neue Bronzeglocken mit den Tönen
- d′ (1352 mm, 1700 kg)
- e′ (1204 mm, 1200 kg)
- g′ (1013 mm, 650 kg)
- a′ (902 mm, 500 kg).[10][11]

Geläutet wird zum Gottesdienst (jeden Sonntag) 9.50 Uhr bis 10.00 Uhr; zur Mittwochsandacht 17.55 Uhr bis 18.00 Uhr; und zum Sonntagseinläuten (jeden Sonnabend) 18.00 Uhr. Zu früherer Zeit läutete die Große Kirche jeden Tag zum Angelus (18.00 Uhr) Plenum (alle Glocken). Bei Ausnahmen läutet die tontiefste d'-Glocke dieser Kirche zu Allerheiligen.

## Pastoren
- 1856–1880: Heinrich Wolf
- 1877–1895: Eberhard Cronemeyer
- 1883–1926: Theodor Sachau

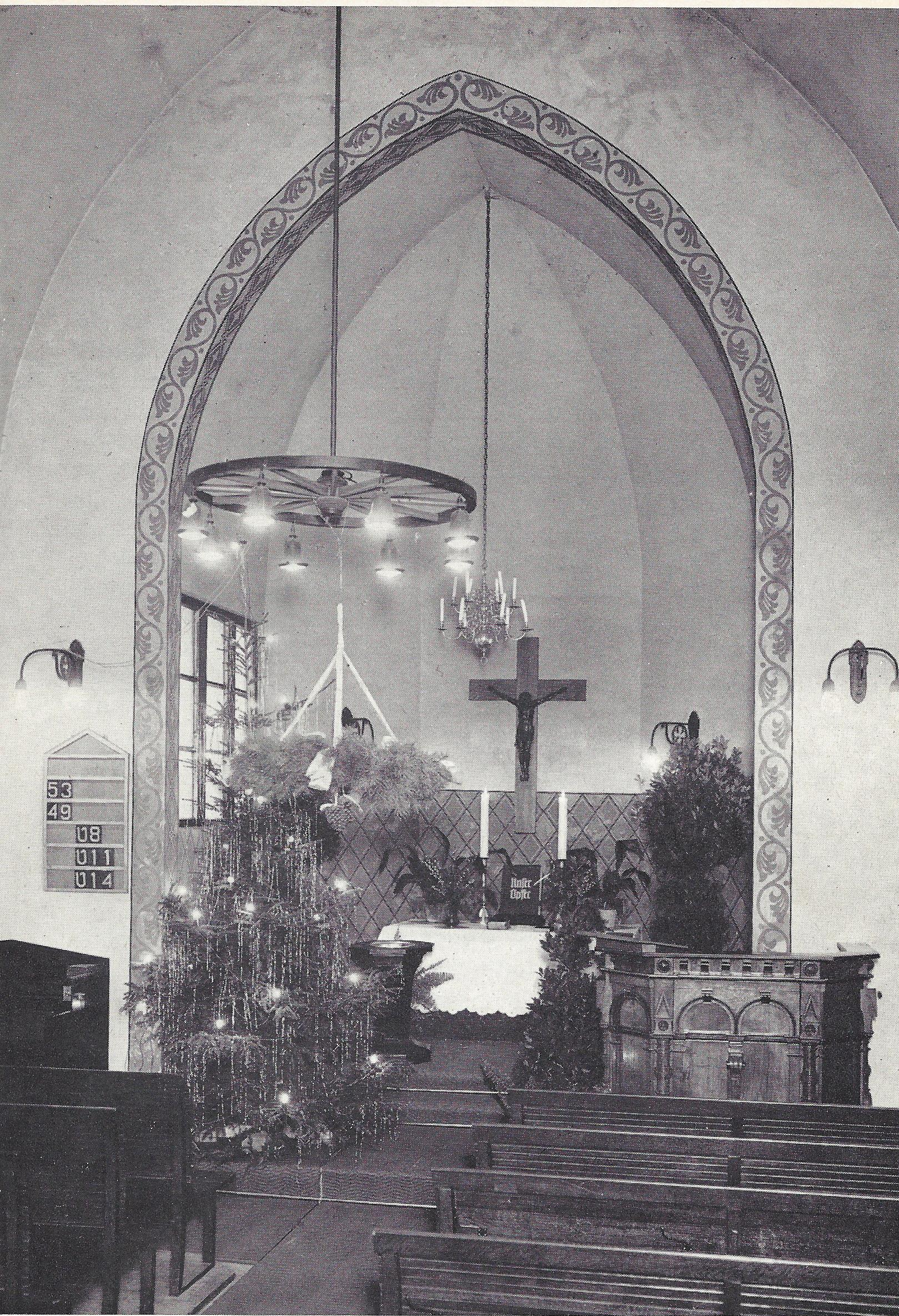
Turmraumkapelle (1945–1953)

- 1896–1916: Paul Schatzmayr (1868–1916), aus Halle (Saale)
- 1917–1957: Hermann Raschke (1887–1970), aus Altona, Freimaurer, hielt die Gemeinde frei vom Einfluss der Deutschen Christen. „Christentum als höchste Vollendung einer gnostischen Erlösungslehre“
- 1926–1964: Ernst Walter Schmidt
- 1957–1973: Wilhelm Werner (1915–1980), sozialethisches Antistaatskirchentum, Gründer der Gemeindestube für Alte
- 1962–1991: Peter Gerlitz
- 1967–1970: Friedrich Cornelius
- 1970–1985: Wilhelm Fuhrmann (1922–2003), aus Berlin, politische Theologie
- 1974–1984: Manfred Schulken (* 1935), Diakonie, Innere Mission
- 1986–1992: Peter Ulrich (* 1953)
- 1991–2019: Dirk Scheider (* 1956), aus Berlin; Jugendarbeit, Bordseelsorge der EKD, Notfallseelsorge Bremerhaven
- 1993–2009: Frank Mühring (* 1963), Vorsitzender der Hauptgruppe Bremen des Gustav-Adolf-Werks, Landesobmann des Ev. Posaunenwerks Bremen
- 2010–2020: Mathias Rösel (* 1964)
- Seit 2021: Pastorin Barbara Dietrich (* 1963)